# Uwe Kohlhammer

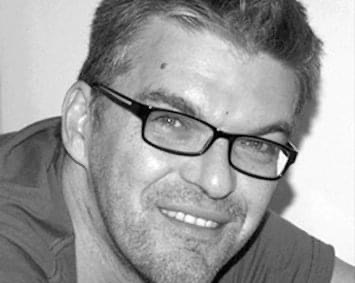
Uwe Kohlhammer

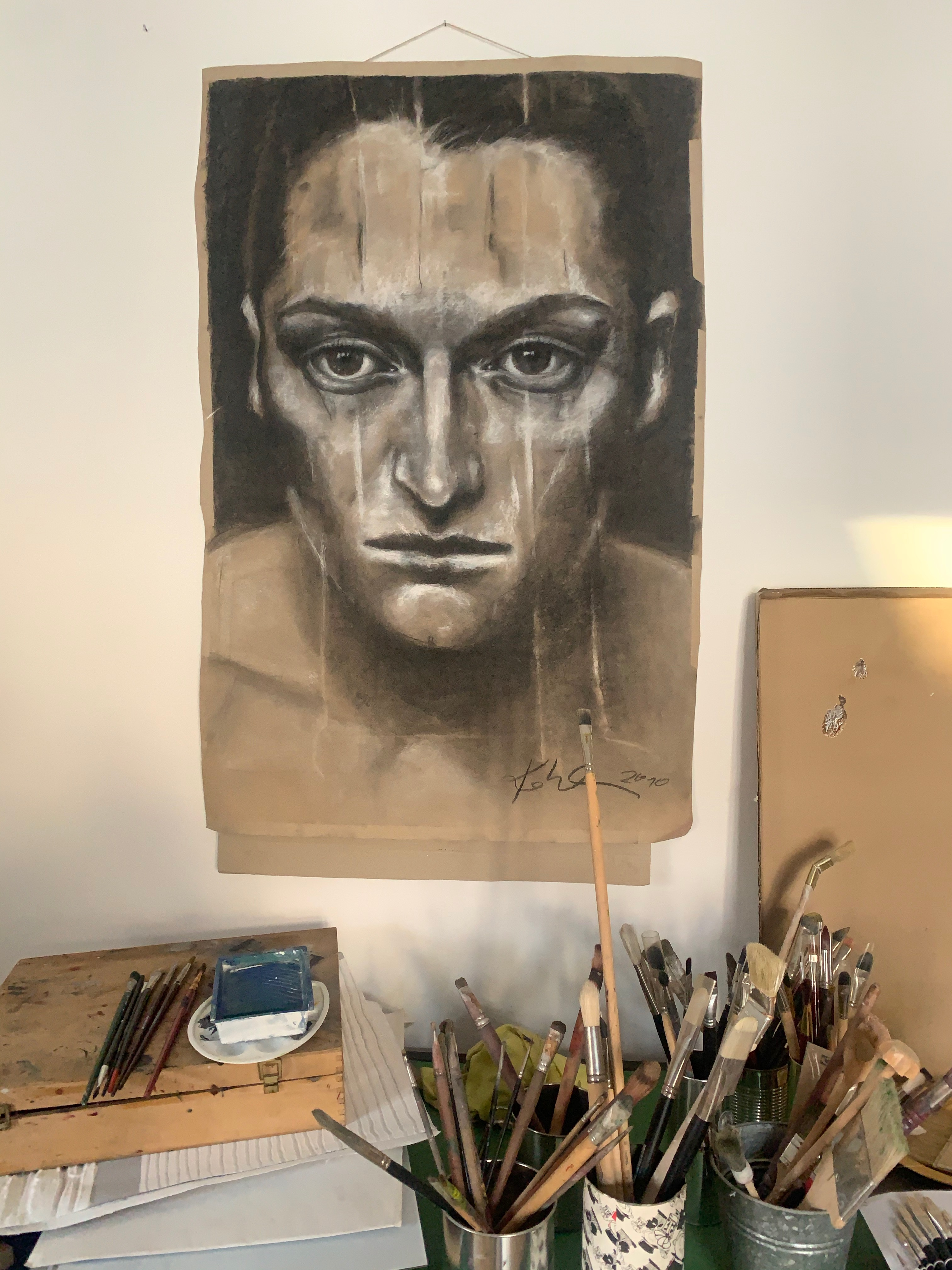

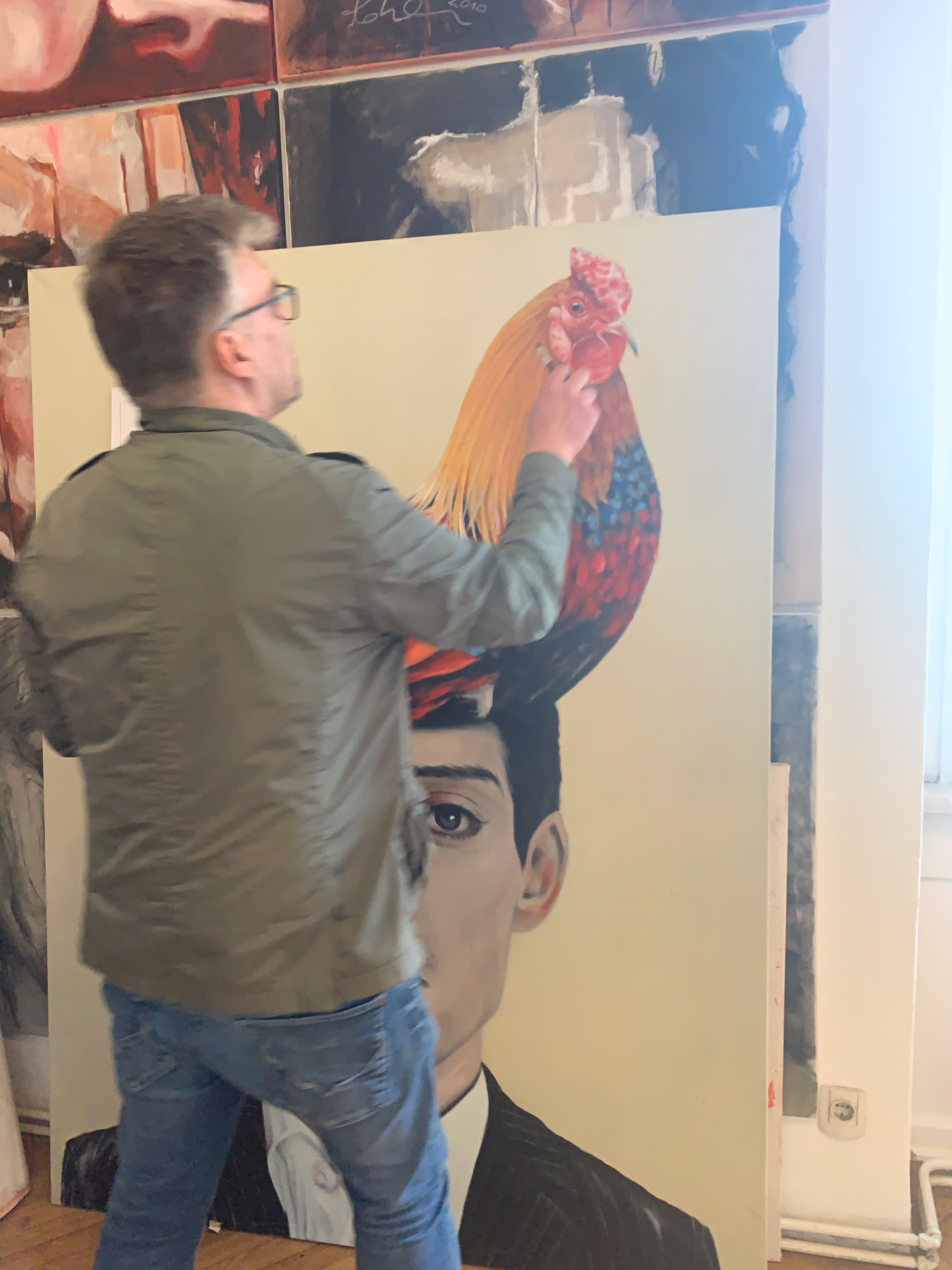
Uwe Kohlhammer, „man with the candy clear on his head“

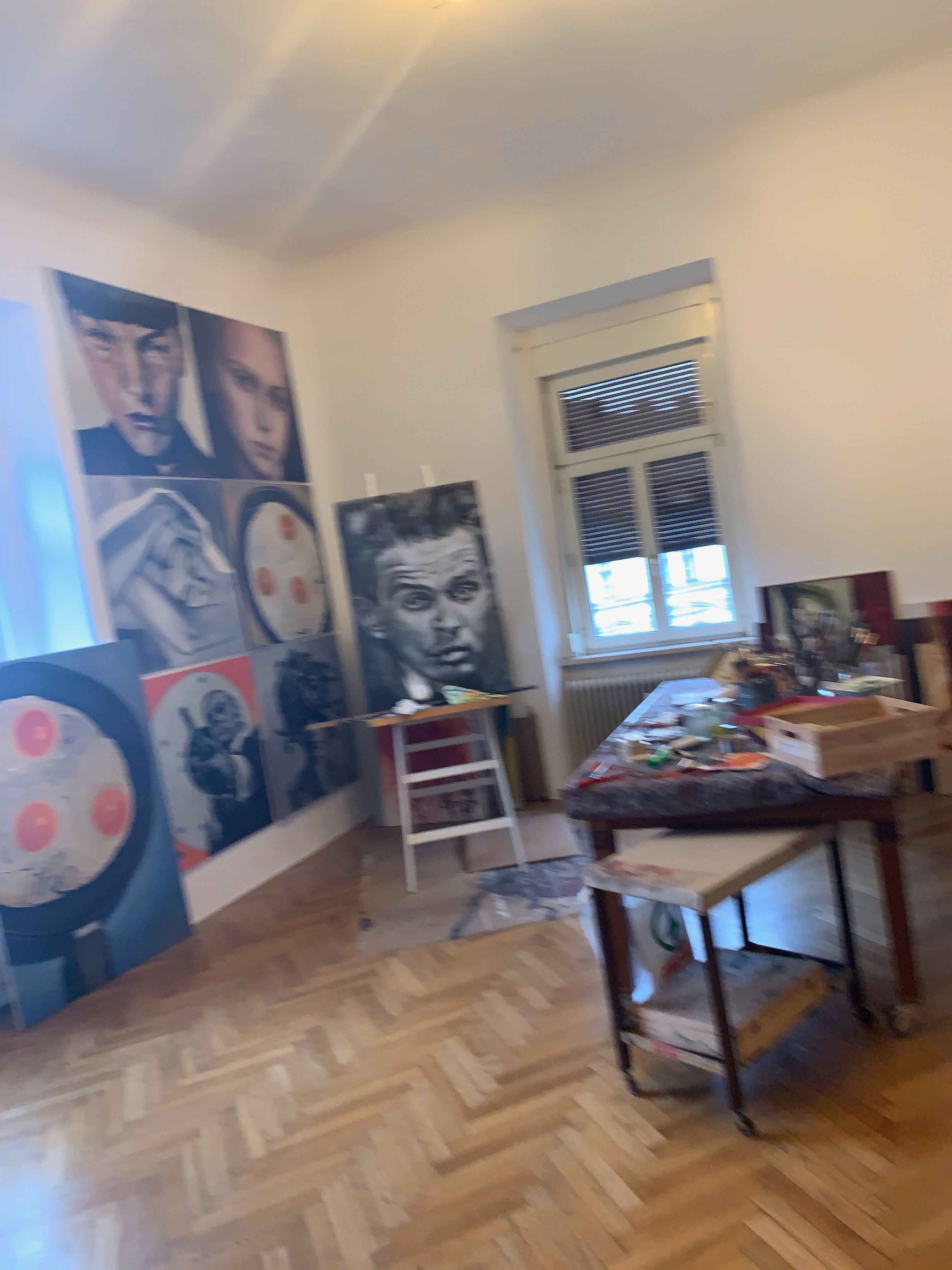
Atelier

Uwe Kohlhammer (* 6. August 1968 in Graz; † 4. Februar 2021) war ein österreichischer Künstler und Graphikdesigner.

## Leben und Wirken
Geboren in Graz, aufgewachsen im weststeirischen Bad Gams, lebte er nach Absolvierung der HTBLVA Ortweinschule für Grafik und Design als freischaffender Künstler und Graphikdesigner in Graz. Seine Leidenschaft galt der Ölmalerei, aber auch dem Zeichnen und der Fotografie. Er arbeitete an einer Ausstellung mit dem Titel „Train of lost souls“, für die er die Musik selbst komponierte und am Klavier spielte. Diese Ausstellung ist noch nicht realisiert. Zahlreiche Bilder befinden sind nach wie vor in seinem Atelier in Graz.
Daneben entwickelte er gemeinsam mit Heinz Kohlhammer, Professor für Geschichte und Germanistik, das Ausstellungskonzept – „Ausstellung im Lernlabyrinth“. Die Ausstellungen „1913 – Das Jahr davor“, basierend auf dem Werk Florian Illes 1913: Der Sommer des Jahrhunderts und „Der große Tanz“ eine Darstellung der Zeit von 1914 bis 1918, wurden im Rahmen der „Ausstellung im Lernlabyrinth“ als Wissensvermittlung im öffentlichen Raum am Grazer Mariahilferplatz und später an anderen Orten der Steiermark, wie z. B. Stainz, gezeigt.
Gemeinsam mit der Psychotherapeutin und ehemaligen Präsidentin der Israelitischen Kultusgemeinde Graz, Ruth Kaufmann und mit Thomas Szammer entwickelte und gestaltete er die Ausstellung „Die Lange Nacht der Gelben Sterne“, die am 9. November 2015, der Gedenknacht der Novemberpogrome, in der Grazer Synagoge eröffnet wurde und bis 2017 der Öffentlichkeit zugänglich war.
Danach wanderte die Ausstellung in das Universalmuseum Joanneum, dem Museum für Geschichte, wo die Ausstellung unter dem Titel „Bertl und Adele -zwei Grazer Kinder in der Zeit des Holocaust“ von 26. Jänner 2018 bis 25. September 2022 als Dauerausstellung zu sehen war.
Ruth Kaufmann zeichnete inhaltlich, wie schon in ihren Büchern, die Geschichte der Flucht ihres Vaters, Bertl Kaufmann, der mit seiner Familie als dreizehnjähriger jüdischer Junge aus seiner Heimatstadt Graz vor den Nationalsozialisten quer durch Nordafrika und Europa bis nach Israel floh und der sich nach dem Krieg mit seiner Familie wieder in Österreich niederließ. Die 17-jährige Adele Kurzweil traf das Unglück. Ihre Flucht endete im Konzentrationslager Auschwitz, wo sie am 9. September 1942 ermordet wurde. Anhand der Fluchtgeschichten der beiden Kinder wird der Holocaust in allen seinen Facetten und Dimensionen erklärt. Die Ausstellung endet in einem Plädoyer für Toleranz und Menschlichkeit. Im Buch Holocaust Education herausgegeben durch den Verein „Haus der Namen“, werden Richtlinien aufgezeigt, die über die reine Vermittlung des Holocaust hinaus Wege zum Erlernen von Empathie und Toleranz weisen.
Das Theaterstück „Der Koffer der Adele Kurzweil“, im Kinder- und Jugend-Theater Next Liberty Graz aufgeführt, greift die Thematik ebenso auf.
Unterbrochen durch die Corona-Pandemie wurde an den Plänen des Vereins „Haus der Namen“ für ein großes Holocaust- und Toleranzzentrum in Graz auf Hochtouren gearbeitet. Der plötzliche und überraschende Tod von Uwe Kohlhammer durch einen Herzinfarkt am 4. Februar 2021 veranlasste Ruth Kaufmann, das Projekt auf Eis zu legen. Es folgte die Digitalisierung der Ausstellung durch die Grazer Filmproduktionsfirma Henx, die sich gemeinsam mit Ruth Kaufmann und Thomas Szammer sensibel dem Material näherte. Der Film wird erstmals am 9. November 2023 im Schubertkino in Graz einem Publikum präsentiert. Der Sohn von Uwe Kohlhammer, Maximilian, übernahm im Film die Sprechrolle des jungen Bertl.
Neben der Ausstellungsgestaltung und graphischer Arbeiten für Einrichtungen und Institutionen, Co-Autorenschaften wie der Grazer Schulbuchreihe Religion illustrierte und gestaltete er Bücher und Schriften, u. a. die des in London lebenden Psychiaters und Großmeisters der feinen Sprache, Peter Heinl.
Peter Heinl verfasste eine Hommage an Uwe Kohlhammer mit den Worten, Zitat: „Die Zusammenarbeit mit Uwe Kohlhammer ist für mich ein großes kostbares Geschenk gewesen.... Ich verneige mich vor einem begnadeten Künstler, einem Humanisten und einem wunderbaren Menschen. Meine große Anteilnahme gilt seiner lieben Frau, einer Kollegin, und seinen beiden jungen Söhnen. Ich mache mir keine Illusionen, dass der Weg in die Zukunft leicht sein wird. Aber es berührt mich außerordentlich, dass Uwe Kohlhammer sich in den letzten Monaten vor seinem Tod so intensiv der Weiterentwicklung unseres Projekts gewidmet hat, sodass ich es als meine Verpflichtung ansehe, die Arbeit nicht aufzugeben und nicht zu resignieren, sondern fortzuführen. Denn ich bin überzeugt, dies war auch in seinem Sinn. Und in diesem Sinn wird er für mich weiterleben und weiterhin gegenwärtig sein und mit seinen außerordentlichen Gaben das Projekt begleiten.“
Auch in der Juni-Ausgabe 2021 des Mitteilungsblattes von designaustria, wo Uwe Kohlhammer Mitglied war, erschien ein Nachruf.